# Pezoporini
Pezoporini Bonaparte, 1837 è una tribù di uccelli della famiglia Psittaculidae.

## Tassonomia
Comprende i seguenti generi e specie:
- Neopsephotus Mathews, 1912
  - Neopsephotus bourkii (Gould, 1841)

- Neophema Salvadori, 1891
  - Neophema chrysostoma (Kuhl, 1820) - pappagallo aliblu
  - Neophema elegans (Gould, 1837) - pappagallo elegante
  - Neophema petrophila  (Gould, 1841) - pappagallo di roccia
  - Neophema chrysogaster  (Latham, 1790) - pappagallo panciarancia
  - Neophema pulchella  (Shaw, 1792) - pappagallo turchese
  - Neophema splendida  (Gould, 1841) - pappagallo pettoscarlatto

- Pezoporus Illiger, 1811
  - Pezoporus wallicus (Kerr, 1792) - parrocchetto terragnolo orientale
  - Pezoporus flaviventris North, 1911 - parrocchetto terragnolo occidentale
  - Pezoporus occidentalis  (Gould, 1861) - parrocchetto notturno